# 파시형 증기 기관차
파시형 증기기관차는 대한민국에서 운용된 차륜배열이 4-6-2인 증기 기관차의 이름이다. 1971년에 대부분 폐차되어 일부 차량이 남아 전시되어 있다. 이름은 영어로 태평양을 뜻하는 Pacific의 앞 두 음절을 따서 지었다.

## 역사
기존에 여객열차 견인에 사용되던 아메형 증기 기관차나 터우형 증기 기관차의 견인력이 좋지 못하여 고출력의 대형 여객용 증기 기관차를 도입하기로 했다. 1921년에는 미국 볼드윈 사에서 파시 1형을 도입하였고 2년 후에는 미국 알코사에서 파시 2형을 도입하였으며 같은 해 6량의 파시 3형을 가와사키 중공업에서 도입하였다. 이후 1936년부터 1940년까지 60량의 파시 4형을 역시 가와사키 중공업에서 도입하였고 1939년부터 1945년까지 경성공장과 가와사키 중공업에서 42량의 파시 5형을 도입하여 운행하였다

## 특징
모든 파시형은 공통적으로 4개의 전륜(2축), 6개의 동륜(3축), 2개의 후륜(1축)을 갖추고 있으며 모두 텐더식이다. 최고 속도는 파시 1,2,3,4형은 시속 95km, 파시 5형은 시속 110km이다. 파시 5형은 대한민국에서 운용된 증기기관차중 최고속도가 가장 빠르다. 일제 강점기부터 1960년대에 이르기까지 여객용으로 널리 사용되었다.

## 사건
- 파시1-7호 : 1954년 오산역 근처에서 육군보급트럭을 들이받고 탈선해서 객차 3량중 2량이 화재로 소실되고 차적에서 삭제되어 폐차되었다.

## 보존
- 파시2-3호 : 조선민주주의인민공화국 강원도 원산시 구 원산역에서 전시중이다. 다형 객차가 연결되어 있으며, 실내에 있어 보존 상태가 우수하다.[1]
- 파시5-23호 : 철도박물관에서 전시 중이다. 1942년 도입분으로 당시 청량리-부산 간 특급 여객열차를 견인하였다.

## 사진

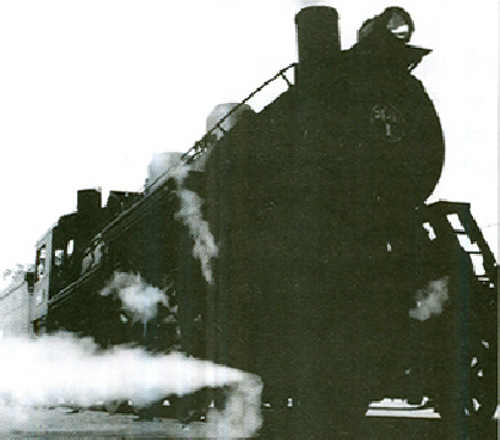
파시1-1호.
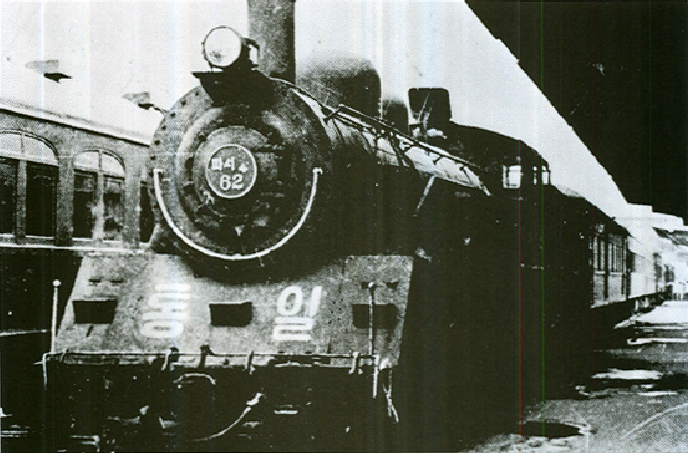
파시4-62호. (통일호)
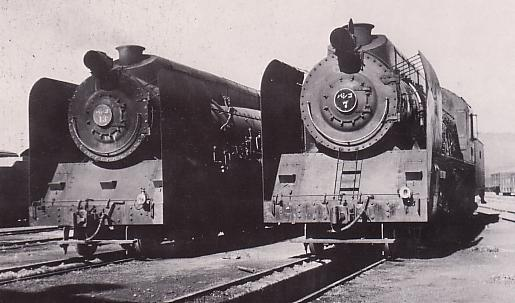
파시5-7호와 파시5-13호, 가타가나로 된 일제시대의 명판을 달고 있다.
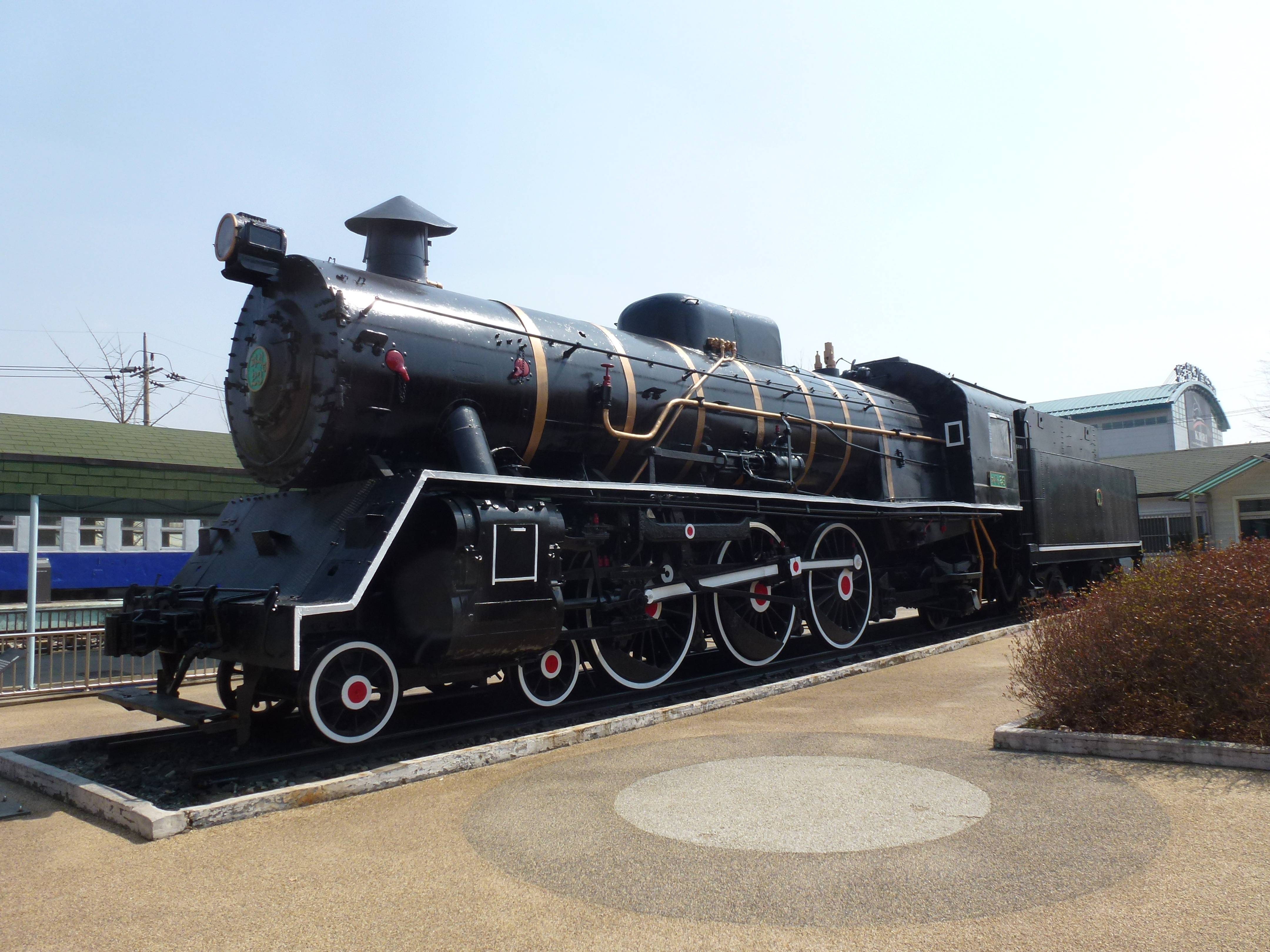
파시5-23호